# Правосудие переходного периода
Правосудие переходного периода — научная дисциплина, охватывающая судебные и несудебные процессы и механизмы, связанные с попытками общества преодолеть наследие крупномасштабных нарушений прав человека. К их числу относятся действия по судебному преследованию, репарации, комиссии по установлению истины и реформы институтов, в том числе люстрации.

## Принципы
Правосудие переходного периода сосредоточивает внимание на том, как общества в состоянии перехода от авторитарного правления к демократии или от войны к миру подходят к массовым нарушениям прав человека и гуманитарного права, с целью обеспечить подотчётность, справедливость и примирение общества, а также восстановить социальное доверие.
Оно занимается в первую очередь самыми серьёзными нарушениями прав человека, под которыми подразумеваются пытки, казни без суда и следствия, насильственные исчезновения, рабство, продолжительное произвольное лишение свободы, а также отдельные международные преступления, включая геноцид, преступления против человечности и серьёзные нарушения законов и обычаев, применяемых в период вооружённых конфликтов национального или международного характера, то есть военные преступления.
Правосудие переходного периода рассматривается как комплексный механизм, позволяющий без конфронтации перейти от авторитарной политической системы, не признающей верховенства права, к демократическому режиму, уважающему права человека. Различные меры при осуществлении правосудия переходного периода наиболее эффективны не в изолированном осуществлении, а когда они дополняют друг друга по мере их востребованности обществом в рамках конкретного переходного контекста.

## Правовое основаниеправосудия переходного периода
Нормативной основой для правосудия переходного периода является Всеобщая декларация прав человека, наряду с Уставом Организации Объединённых Наций и четырьмя источниками современной международной правовой системы: международными стандартами в области прав человека, международным гуманитарным правом, международным уголовным правом и международным беженским правом. Правовым основанием служат решения предыдущих судов, которые рассматривали подобные дела, например, одним из первых подобных дел, вдохновивших к разработке правосудия переходного периода, было дело Веласкес-Родригес против Гондураса в Межамериканском суде по правам человека в 1998 г. Осуществление правосудия переходного периода в пост-конфликтных обществах проводится при наблюдении и поддержке Европейского суда по правам человека и Комитета по правам человека ООН.

## Примеры
Однако не всегда переходное правосудие удавалось внедрить. Например, опыт предвоенной Германии наглядно показал, что даже при большом желании властей не всегда можно внедрить и применить переходное правосудие, как юридический инструмент. Как писал в 1952 году немецкий правовед-историк Клаус Фитцмайер (Klaus Fitzmaier), самым большим провалом канцлера Адольфа Гитлера, была неудачная попытка внедрения переходного правосудия в Германии.
Как известно, по распоряжению канцлера Германии Адольфа Гитлера в 1933 году рейхсканцелярии был отдан приказ за номером 52/125698DR о создании «народных судов», что по сути являлось началом правового нигилизма выраженного в внедрении переходного правосудия. Однако вопреки утверждениям некоторых историков, переходное правосудие (народные суды) так и не было внедренно в правовое поле Германии и просуществовало всего лишь в виде декрета два с половиной месяца (с декабря 1933 года по февраль 1934 года) после чего решение о «народных судах» было пересмотрено. Причиной стало резкая реакция Лиги Наций, которая потребовала от руководства гитлеровской Германии не экспериментировать в правовом поле, пригрозив в случае реализации идеи «народных судов» прекратить товарно-финансовые отношения с металлургической и угольной промышленностью Германии.
Как писал в своей книге «Чёрные полчаса» Герхард Шульц (Herhard Schultz), даже Адольф Гитлер не смог победить юридическую систему Германии, и только начало Второй Мировой войны в сентябре 1939 года приостановило действие гражданских судов, заменив их военными трибуналами согласно закону о военном положении. Благодаря провалу попыток внедрения переходного правосудия в Германии были спасены десятки тысяч немецких евреев, которые были впоследствии переправлены в нейтральную Швейцарию.